# Google Wave
Google Wave was een dienst van Google Inc.. De dienst werd op 29 mei 2009 gepresenteerd op de Google I/O conferentie in San Francisco. De dienst werd sinds september 2009 aangeboden aan de consument. Google heeft deze dienst stopgezet op 30 april 2012. De reden hiervan is dat het niet is aangeslagen. Wel gaan ze functies naar andere Google-projecten overhevelen.
Google Wave werd sinds januari 2012 verder ontwikkeld door de Apache Software Foundation onder de naam Wave In A Box. De ontwikkeling werd in januari 2018 gestaakt.
Jens en zijn broer Lars Rasmussen, bedenkers van Google Maps, noemen 'hun' Google Wave "hoe e-mail zou zijn als het vandaag zou worden uitgevonden."
Met de dienst, Google Wave, is het mogelijk om met meerdere personen aan een project te werken, zoals: documenten en spreadsheets. Projectgenoten kunnen daarnaast via een speciaal chatsysteem reageren op elkaars bewerkingen. Een groot voordeel is dat Google Wave geheel in de browser te gebruiken is, en er hoeft niets te worden geïnstalleerd.
Een andere functie is de live chat, waarbij de gebruikers de tekst op hun beeldscherm zien, terwijl de contactpersoon deze aan het typen is.

## Centraal
Het document waaraan men werkt wordt een wave genoemd. Die is toegankelijk als een gedeeld bestand op een server. Elke deelnemer aan de wave kan de wave bekijken en bewerken op de server zelf. Dit in tegenstelling tot e-mail waar gebruikers een bericht schrijven en naar de geadresseerden sturen, waarop eventueel een antwoord komt in de vorm van een nieuwe e-mail. Doordat een wave te allen tijde centraal opgeslagen is, kunnen meerdere deelnemers tegelijk aan dezelfde wave werken. Bovendien kan deze samenwerking in realtime gebeuren.

## Blips
Een wave bestaat uit secties, blips genaamd, te vergelijken met de ingesprongen secties bij een ouderwetse e-mail. Een reactie plaatsen doe je in principe door het toevoegen van een eigen blip. Dit kan aan het eind van de wave zijn, of aan het begin, of ergens in het midden. Wanneer andere wavers de wave openen, zijn de nieuwe blips met een andere achtergrondkleur gemarkeerd.
Blips kunnen ook gegroepeerd zijn in wavelets. Dit zijn conversaties tussen bepaalde, maar niet noodzakelijk alle, deelnemers aan de wave. Zo wordt het mogelijk om ook private reacties te plaatsen die verborgen blijven voor andere deelnemers.

## Wavers
Alleen de personen die op een wave zijn uitgenodigd, kunnen aanpassingen aan de wave doen. Ook bestaan er speciale wave-bots, die automatisch een vooraf bepaalde taak kunnen uitvoeren, zoals links naar Wikipedia maken op bepaalde woorden, of het verwijderen van lege blips. 

## Uitbreidbaarheid
Google Wave is naast een communicatie- en samenwerkingstool ook een platform. Google creëert APIs voor Wave en maakt het zo mogelijk dat Wave kan worden uitgebreid of ingesloten in andere toepassingen of websites.
Uitbreidingen op Google Wave kunnen onderverdeeld worden in twee groepen:
- Gadgets zijn toepassingen die kunnen gebruikt worden in de wave.
- Robots zijn geautomatiseerde deelnemers aan het gesprek. Zij zijn in staat dezelfde taken uit te voeren die een menselijke deelnemer ook kan uitvoeren: de inhoud van een wave lezen of aanpassen, deelnemers aan een wave toevoegen of verwijderen en nieuwe waves starten.

Bovendien wordt Wave ondersteund door een open protocol, het Google Wave Federation Protocol. Dit open protocol moet het voor andere instanties mogelijk maken om hun eigen wavesysteem te maken, onafhankelijk van het systeem dat Google aanbiedt. Zo moet het mogelijk worden om waves, net als e-mail, te kunnen gebruiken ongeacht de gekozen provider.